# Geerlingshof

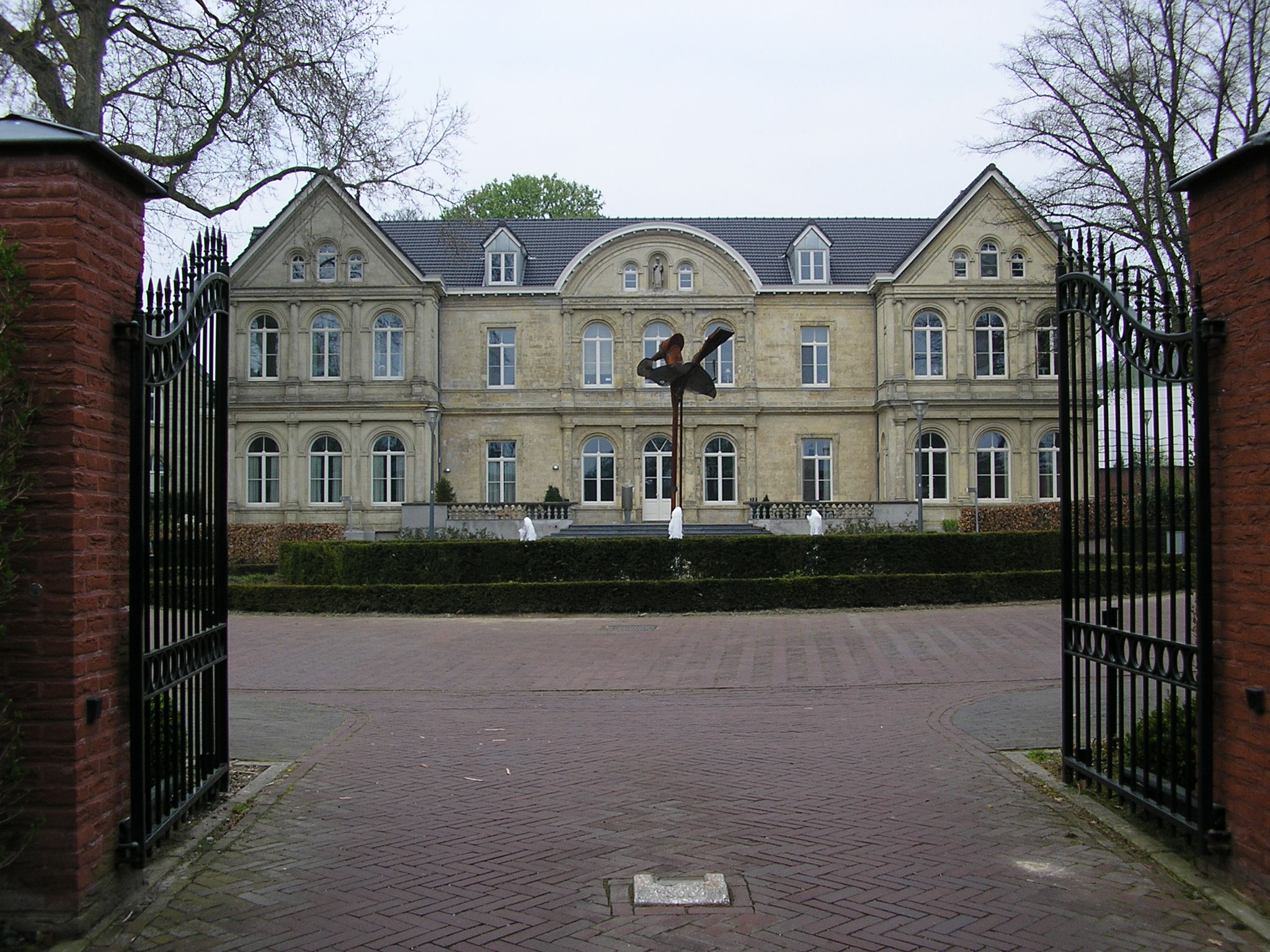
Geerlingshof

Het Geerlingshof is een grote neoclassicistische villa, gelegen aan Broekhem 114 in de Valkenburgse buurtschap Broekhem.
De villa werd gebouwd in 1850, in opdracht van generaal De Ceva. In 1896 werd de villa nog met twee dwarsvleugels op de zijvleugels vergroot. Kenmerkend is de symmetrische bouw en het halfronde fronton in de centrale gevel, waarin zich een beeld van Sint-Gerlach bevindt. De gevel is rijkelijk voorzien van pilasters, lisenen en dergelijke.
De villa is gelegen te midden van een parkachtige tuin. Ze is geklasseerd als rijksmonument.